# Hat (Demjén Ferenc-album)
Demjén Ferenc sorban hatodik nagylemeze a Hat címet kapta. A lemez felvételei 1993 februártól júliusig tartottak.

## Az album dalai

### A oldal
1. Nyomjad a pedált (Menyhárt János-Demjén Ferenc)
2. Hogyan tudnék élni nélküled (Menyhárt János-Demjén Ferenc)
3. Detonátor (Menyhárt János-Demjén Ferenc)
4. Nincs fék (Závodi Gábor-Demjén Ferenc)
5. Együtt érkezünk, együtt távozunk (Menyhárt János-Demjén Ferenc)

### B oldal
1. Bűnök nélkül (Holló József-Demjén Ferenc)
2. Fejünk felett húznak el... (Demjén Ferenc)
3. Ússz át velem éjjel a folyón (Závodi Gábor-Demjén Ferenc)
4. A holnap a cél (Menyhárt János-Demjén Ferenc)
5. Mind egy szóra várunk (Holló József-Demjén Ferenc)

## Közreműködők
- Demjén Ferenc – ének
- Menyhárt János – gitár, vokál
- Závodi Gábor – billentyűk, vokál
- Holló József – billentyűk
- Szentmihályi Gábor – dobok
- Zsoldos Tamás – basszusgitár